# 324 до н. е.

## Події
- Весілля в Сузах

## Народились
- Антіох I Сотер

## Померли
- Гефестіон — давньогрецький полководець.
- Лікург